# Jan Wojnowski

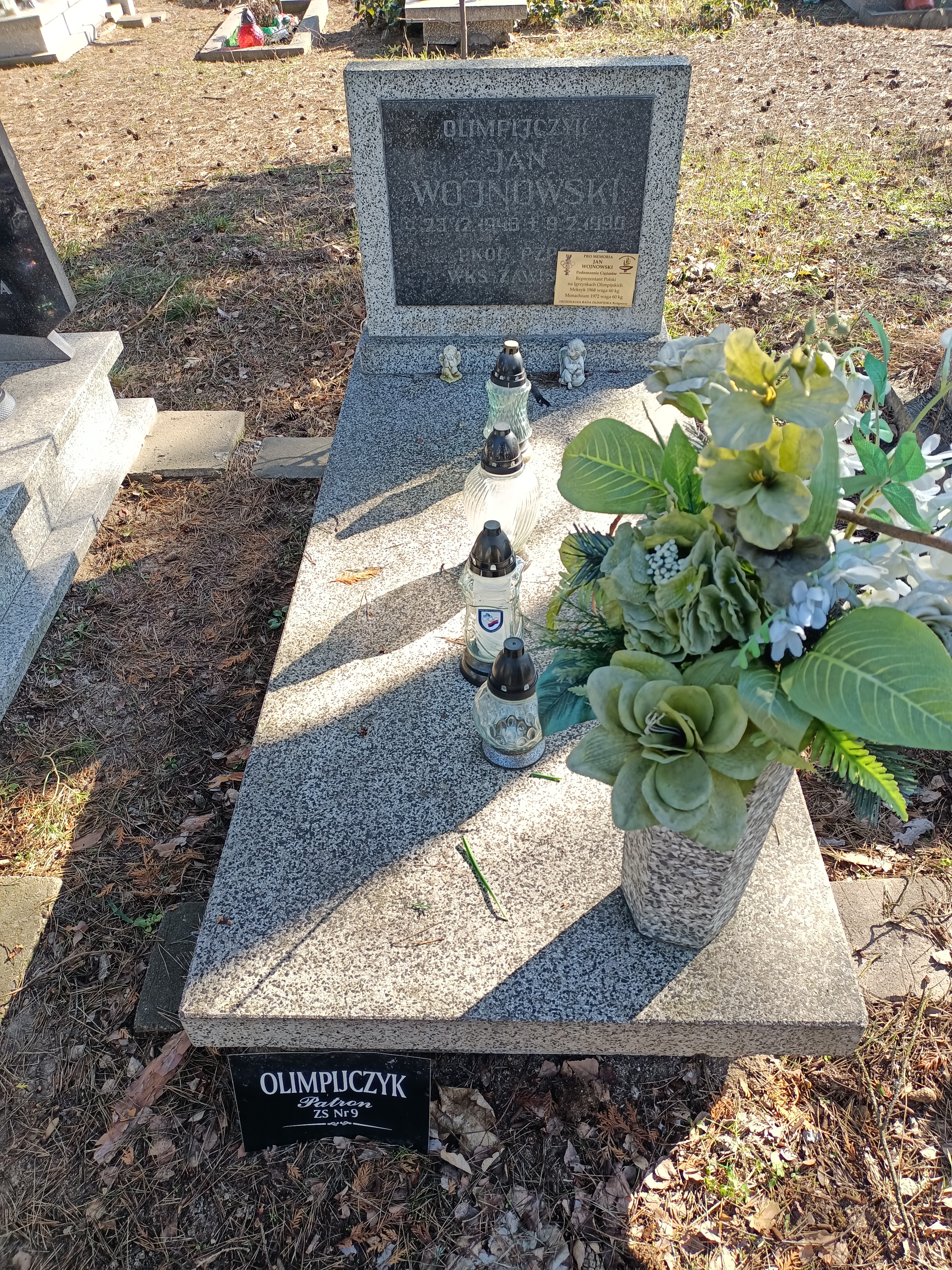
Grób Jana Wojnowskiego na cmentarzu komunalnym przy ul. Wiślanej

Jan Wojnowski (ur. 23 grudnia 1946 w Torzewie, zm. 9 lutego 1990 w Bydgoszczy) – polski sztangista, dwukrotny medalista mistrzostw świata i mistrz Europy.

## Kariera
Startował w wadze piórkowej, w barwach Zawiszy Bydgoszcz. Pierwszy sukces w karierze osiągnął w 1968 roku, kiedy zwyciężył na mistrzostwach Polski. Dzięki temu znalazł się w kadrze Polski na igrzyska olimpijskie w Meksyku, gdzie zajął czwarte miejsce. Walkę o podium przegrał o 2,5 kg z Japończykiem Yoshiyukim Miyake. Na rozgrywanych dwa lata później mistrzostwach świata w Columbus zajął drugie miejsce. W zawodach tych rozdzielił na podium kolejnego Polaka, Mieczysława Nowaka i Yoshiyukiego Miyake. Po mistrzostwach całą trójkę zdyskwalifikowano za stosowanie niedozwolonych środków, jednakże już po roku dyskwalifikację cofnięto, a działacze Międzynarodowej Federacji Podnoszenia Ciężarów przeprosili z pomyłkę. W tym samym roku został też wicemistrzem Europy, a na rozgrywanych rok później mistrzostwach Europy w Sofii zdobył złoty medal.
Ostatni sukces osiągnął podczas mistrzostw świata w Hawanie, zdobywając brązowy medal. Lepsi byli jedynie Dito Szanidze z ZSRR i Norair Nurikjan z Bułgarii. Na rozgrywanych w 1972 roku igrzyskach olimpijskich w Monachium spalił wszystkie podejścia w podrzucie i ostatecznie nie został sklasyfikowany. Był też między innymi czwarty na mistrzostwach Europy w Madrycie w 1973 roku i mistrzostwach Europy w Weronie rok później.
Trzykrotny mistrz oraz 15-krotny rekordzista Polski. W 1971 roku ustanowił wynikiem 397,5 kg rekord świata w trójboju. Odznaczony medalem Za Wybitne Osiągnięcia Sportowe i odznaką Zasłużonego Mistrza Sportu.
Jego syn, Radosław Wojnowski, również był sztangistą.
Został pochowany na cmentarzu przy ulicy Wiślanej sektor VII-C, rząd 4, grób  29.